# Koompassia malaccensis
Koompassia malaccensis là một loài cây rừng mưa nhiệt đới có chiều cao đến 60 m trong họ Fabaceae.
Chúng mọc ở Brunei, Indonesia, Malaysia, Singapore, và Thái Lan.
Chúng bị đe dọa mất môi trường sống.
Tên thông dụng trong tiếng Mã Lai của gỗ cây này là Kempas, gỗ được dùng làm vật liệu sàn.